# Ocypode quadrata
Espèce
Le Crabe fantôme atlantique (Ocypode quadrata) est une espèce de crabes de la famille des Ocypodidae, que l'on trouve principalement le long de la côte Est des États-Unis.